# Галь-Нур, Ицхак
Ицхак Галь-Нур (ивр. יצחק גל-נור‎, род. 1943) — израильский учёный, профессор, специалист в области государственного управления и публичной политики.

## Биография
Галь-Нур получил образование в области политологии и государственного управления. Он является профессором Еврейского университета в Иерусалиме, где преподаёт курсы по государственной политике и управлению. Галь-Нур также является старшим научным сотрудником в Институте Ван Леера в Иерусалиме.

## Карьера на государственной службе
В своей карьере Галь-Нур занимал несколько ключевых позиций на израильской государственной службе. С 1994 по 1996 год он был главой Комиссии государственной службы Израиля при правительстве Ицхака Рабина, где занимался реформами в сфере госслужбы. Галь-Нур был членом различных правительственных комиссий и консультативных органов, включая Исполнительный комитет Фонда научных исследований Израиля. В 2007—2008 годах проработал год заместителем председателя Совета по высшему образованию(МАЛАГ) и уволился оттуда, сославшись на то, что не смог добиться каких-либо важных изменений.

## Научная деятельность
Галь-Нур активно публикуется в научных журналах и является автором нескольких книг по вопросам государственного управления и демократии. Его работы внесли вклад в развитие теории и практики управления в Израиле.
Учёный работал приглашенным лектором во многих университетах мира, в том числе в Университете Макгилла (Канада), Венском университете (Австрия), Университете Беркли (США), Университете Нанзан (Япония), Орхусском университете (Дания), Оксфордском университете (Англия) и Университете Сиднея (Австралия).